# Associazione Sportiva Monfalconese C.N.T. 1931-1932
Questa pagina raccoglie i dati riguardanti l'Associazione Sportiva Monfalconese C.N.T. nelle competizioni ufficiali della stagione 1931-1932.

## Rosa
| N. |                   | Ruolo | Calciatore           |
| -- | ----------------- | ----- | -------------------- |
|    | Italia (bandiera) | P     | Gino Archesso        |
|    | Italia (bandiera) | A     | Basile               |
|    | Italia (bandiera) | A     | Oreste Benet         |
|    | Italia (bandiera) | C     | Benuzza              |
|    | Italia (bandiera) | P     | Giacomo Blason       |
|    | Italia (bandiera) | D     | Giuseppe Bonini      |
|    | Italia (bandiera) | C     | Leone Bortolutti     |
|    | Italia (bandiera) | A     | Giuseppe Bradaschia  |
|    | Italia (bandiera) | C     | Fausto Comar         |
|    | Italia (bandiera) | C     | Gino De Biasi        |
|    | Italia (bandiera) | D     | Egidio De Franceschi |
|    | Italia (bandiera) | A     | Angelo Dicovich      |
|    | Italia (bandiera) | D     | Giuseppe Geigerle    |
|    | Italia (bandiera) | C     | Stellio Malabotti    |
|    | Italia (bandiera) | D     | Antonio Martinovich  |

| N. |                   | Ruolo | Calciatore              |
| -- | ----------------- | ----- | ----------------------- |
|    | Italia (bandiera) | A     | Silvio Mazzoli          |
|    | Italia (bandiera) | C     | Germano Mian            |
|    | Italia (bandiera) | C     | Alfredo Piffer          |
|    | Italia (bandiera) | D     | Riccardo Revelant       |
|    | Italia (bandiera) | D     | Guido Rigotti           |
|    | Italia (bandiera) | A     | Sergio Russinov         |
|    | Italia (bandiera) | C     | Romolo Simonetti (I)    |
|    | Italia (bandiera) | C     | Bruno Simonetti (II)    |
|    | Italia (bandiera) | P     | Aurelio Slaniska        |
|    | Italia (bandiera) | A     | Riccardo Snidersich (I) |
|    | Italia (bandiera) | C     | Luigi Spanghero (I)     |
|    | Italia (bandiera) | A     | Alvise Spanghero (II)   |
|    | Italia (bandiera) | A     | Francesco Sullich       |
|    | Italia (bandiera) | A     | Ruggero Zanolla         |